# Oskar von Chelius
Pour les articles homonymes, voir von Chelius.
 (juin 2024).
La mise en forme du texte ne suit pas les recommandations de Wikipédia : il faut le « wikifier ».
Les points d'amélioration suivants sont les cas les plus fréquents. Le détail des points à revoir est peut-être précisé sur la page de discussion.
- Les titres sont pré-formatés par le logiciel. Ils ne sont ni en capitales, ni en gras.
- Le texte ne doit pas être écrit en capitales (les noms de famille non plus), ni en gras, ni en italique, ni en « petit »…
- Le gras n'est utilisé que pour surligner le titre de l'article dans l'introduction, une seule fois.
- L'italique est rarement utilisé : mots en langue étrangère, titres d'œuvres, noms de bateaux, etc.
- Les citations ne sont pas en italique mais en corps de texte normal. Elles sont entourées par des guillemets français : « et ».
- Les listes à puces sont à éviter, des paragraphes rédigés étant largement préférés. Les tableaux sont à réserver à la présentation de données structurées (résultats, etc.).
- Les appels de note de bas de page (petits chiffres en exposant, introduits par l'outil «  Source ») sont à placer entre la fin de phrase et le point final[comme ça].
- Les liens internes (vers d'autres articles de Wikipédia) sont à choisir avec parcimonie. Créez des liens vers des articles approfondissant le sujet. Les termes génériques sans rapport avec le sujet sont à éviter, ainsi que les répétitions de liens vers un même terme.
- Les liens externes sont à placer uniquement dans une section « Liens externes », à la fin de l'article. Ces liens sont à choisir avec parcimonie suivant les règles définies. Si un lien sert de source à l'article, son insertion dans le texte est à faire par les notes de bas de page.
- La présentation des références doit suivre les conventions bibliographiques. Il est recommandé d'utiliser les modèles {{Ouvrage}}, {{Chapitre}}, {{Article}}, {{Lien web}} et/ou {{Bibliographie}}. Le mode d'édition visuel peut mettre en forme automatiquement les références.
- Insérer une infobox (cadre d'informations à droite) n'est pas obligatoire pour parachever la mise en page.

Pour une aide détaillée, merci de consulter Aide:Wikification.
Si vous pensez que ces points ont été résolus, vous pouvez retirer ce bandeau et améliorer la mise en forme d'un autre article.

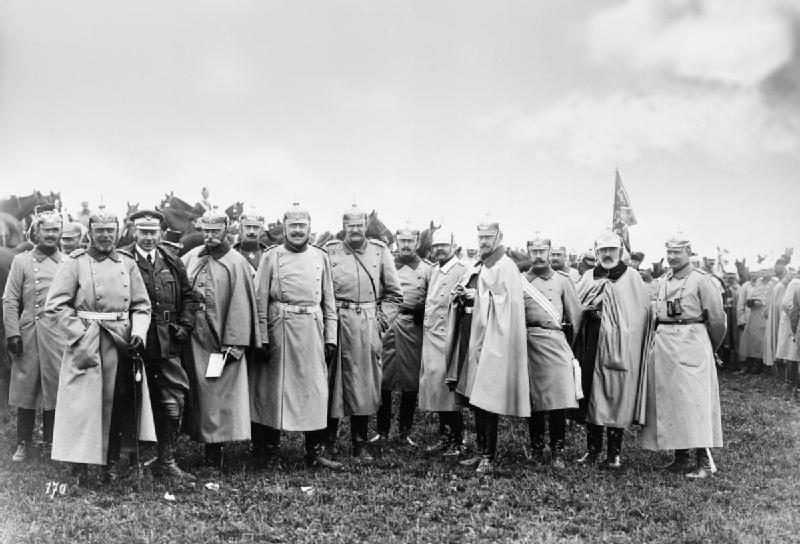
Oskar von Chelius (première rangée, troisième à partir de la droite) lors des manœuvres impériales de 1905

Oskar Philipp von Chelius ; aussi Oscar von Chelius ; (né le 28 juillet 1859 à Mannheim et mort le 12 juin 1923 à Munich) est un lieutenant général et adjudant général prussien Guillaume II, attaché militaire et compositeur.

## Biographie
Oskar von Chelius est le fils aîné de l'avocat et conseiller privé de Bade Philipp von Chelius (1820-1911) et de son épouse Harriet, née Parish (1834-1864), originaires de Hambourg. Son jeune frère Richard est intendant en chef de la grande-duchesse Louise de Bade. Tous deux sont petits-enfants du chirurgien de Heidelberg Maximilian Joseph von Chelius (de).
Oskar von Chelius étudie d'abord au lycée de sa ville natale de Mannheim, puis les écoles de Heidelberg et de Kassel et enfin l'université en 1880/81. Leipzig. Après l'école secondaire de Mannheim, Heidelberg et Kasse et obtenu son diplôme d'études secondaires en 1879, Chelius étudie à l'université de Leipzig en 1880/81. En tant que musicien, il bénéficie des cours, entre autres, d'Emil Steinbach à Mannheim, de K. Reiß à Kassel et de Salomon Jadassohn à Leipzig. Cependant, l'œuvre de Richard Wagner exerce probablement la plus grande influence artistique sur le travail pratique de Chelius. Son admiration pour le maître de Bayreuth est attestée, entre autres, par le fait que Chelius est l'un des plus importants mécènes de l'œuvre de Wagner dans l'Empire : il participe à la fondation de l'Association Wagner à Potsdam dans les années 1880. et sert plus tard d'agent de liaison de l'empereur avec le gendre de Wagner , Houston Stewart Chamberlain.
Cependant, Chelius ne porsuit pas une carrière de compositeur. Au lieu de cela, il rejoint le 3 octobre 1881, le 22e régiment de dragons de l'armée prussienne pour devenir officier professionnel. Indépendamment de cela, Chelius travaille comme compositeur tout au long de sa vie : il compose des opéras, des symphonies, de la musique de chambre et des chorals.
Au cours de sa formation de sous-lieutenant dans le régiment de hussards du Corps de la Garde, il rencontre le prince Guillaume de Prusse de l'époque, le futur empereur Guillaume II, lors d'une manœuvre dans la Marche de Brandebourg. En conséquence, Chelius devient l'un des amis personnels les plus proches (« Il [Chelius] est une personne magnifique ») du (alors deuxième) héritier du trône, sur la position politique duquel il commence également à gagner de l'influence. Le prince est particulièrement impressionné par le talent musical de Chélius - dont l'empereur dit que son « jeu de piano est presque égal à celui de Rubinstein » et qu'il « fallait s'étonner de son talent » - et par son « manière calme et sensée ». Après son accession au trône, l'actuel empereur - Chelius qui est l'un de ses compagnons préférés et celui de l'impératrice - invite souvent les gens à des soirées musicales au palais de la ville de Berlin et dans le bâtiment de l'Académie militaire de Potsdam, près du Nouveau Palais. Tandis que Chelius - qui peut interpréter librement des partitions entières de mémoire - joue du piano avec des personnalités de haut rang telles que le prince Albert de Saxe-Altenbourg et le prince Max de Bade comme chanteurs. Le 7 février 1888, Chelius se marie avec Hedwig von Puttkamer (1859-1923), fille du ministre prussien de l'Intérieur Robert Viktor von Puttkamer et nièce de l'épouse du chancelier du Reich Otto von Bismarck, Johanna von Puttkamer. Le mariage donne naissance à quatre enfants, dont Wilhelm Victor (1889-1914), Harriet (née en 1891) et Maximilian (1897-1917).
De 1892 à 1898, Chelius est membre de l'état-major général . Pendant cette période, il est promu capitaine en 1897. En 1899, il est nommé adjudant de l'aile de l'empereur. De 1899 à 1905, Chelius, qui parle couramment l'italien, occupe également le poste d'attaché militaire à l'ambassade d'Allemagne à Rome, où il est responsable du maintien des relations militaro-politiques entre les deux États alliés dans le système de la Triple Alliance. En 1905, Chelius retourne à Berlin. De 1906 à 1911, il commande le régiment de hussards du Corps de la Garde à Potsdam. Durant ces années, et plus encore après son retour officiel à la cour en 1911, Chelius se trouve constamment à proximité immédiate de l'empereur. Il accompagne le monarque à deux reprises, en 1906 et 1910, lors de ses voyages vers le nord sur le yacht impérial Hohenzollern (de) En 1911, il est promu major général. Musicalement, Chelius se distingue dans la période d'avant-guerre principalement par l'opéra populaire Haschisch (1897 ; texte d'Axel Delmar basé sur des contes de fées orientaux) et l'opéra Die Vernarrte Prinzeß (1905 ; texte d' Otto Julius Bierbaum) ainsi que par son collaboration avec le réalisateur Max Reinhardt . Il a créé de la musique de scène pour ses productions au Théâtre allemand de Berlin.
Chelius est promu général à la suite de l'empereur le 24 janvier 1911, promu lieutenant général le 17 février 1914 et est nommé plénipotentiaire militaire à la cour de Saint-Pétersbourg le 3 mai 1914, conservant son statut. En même temps, il est détaché auprès du tsar Nicolas II et affecté à son quartier général. Il y reste jusqu'au déclenchement de la Première Guerre mondiale en août de la même année et représente les intérêts allemands à la cour du tsar. Après son retour, il travaille comme adjudant général au Grand État-Major, puis au Gouvernement Général de Belgique. Il retourne également dans l'entourage militaire de l'empereur, où il reste jusqu'à l'effondrement de la monarchie à la suite de la Révolution de novembre 1918. Il est également président de la Commission générale des ordres jusqu'au 8 décembre 1919, après la fin de la monarchie
Après la guerre et après avoir quitté le service militaire, Chelius retourne à son travail de compositeur. Au cours des dernières années de sa vie, il compose l'opéra Magda-Maria, créé à Dessau en 1920, ainsi que des mises en musique de trois poèmes de Rainer Maria Rilke.
Il meurt après la mort de ses deux fils pendant la Première Guerre mondiale et perd sa femme dans un tragique accident (noyade à Königssee) en mai 1923, quelques semaines après sa femme à Munich. Oskar von Chelius est enterré au cimetière de Bornstedt à Potsdam-Bornstedt. Son épouse Hedwige ainsi que leur fils Maximilian et d'autres membres de la famille reposent également ici.

## Compositions
- Drei Lieder für eine Singstimme mit Pianoforte. (No. 1. Seligkeit: „Die Bibel ist ein heilig Buch“. No. 2. „Wenn sich zwei Herzen scheiden“. No. 3. Frühling und Liebe: „Was grünt das Thal“.), op. 1. Berlin, 1888.
- Drei Lieder (No. 1. Stille Liebe. No. 2. Der schwere Abend. No. 3. Herzig Hexchen.), op. 2. Berlin.
- Drei Mädchenlieder, op. 3. Berlin.
- Fest-Marsch für Kavallerie-Musik, op. 4. Berlin, 1889.
- Barcarolle für Pianoforte, op. 6. Berlin, 1888.
- Drei Lieder für eine Singstimme mit Pianoforte. (No. 1. Der Buchenbaum: „Es steht im Walde ein Buchenbaum“. No. 2. „Von Grund des Herzens“. No. 3. Vorüber: „Mein Liebchen, wir sassen beisammen“.), op. 7. Berlin, 1889.
- Drei Lieder für eine Singstimme mit Begleitung des Klaviers (No.1. Ahnung (Felix Dahn), No. 2. Säerspruch (Conrad Ferdinand Meier), No. 3. Nachklingen (Osterwald)), op. 8. Berlin.
- Drei Lieder für eine Singstimme mit Pianoforte. (No. 1. Waldritt: „Das war ein köstlich Reiten“. No. 2. Lied des Waisenknaben: „Bin ein armer Waisenknab’“. No. 3. „Weisst du noch, wie ich am Felsen“.), op. 9. Berlin, 1890.
- 2 Consolations für Pianoforte, op. 10. Leipzig, 1893.
- Sonate (G-Dur) für Pianoforte und Violine, op. 11. Leipzig, 1891.
- Marsch König Umberto, op. 12. Berlin, 1893.
- Drei Gedichte von Goethe für eine Singstimme mit Pianoforte. (No. 1. Das Schreien: „Einst ging ich meinem Mädchen nach“. No. 2. „Ihr verblühet, süsse Rosen“. No. 3. Wunsch eines jungen Mädchens: „O fände für mich ein Bräutigam sich“.), op. 13. Berlin, 1893.
- Gebetwasser („Geh' nicht hinaus zur Stunde“ (Carmen Sylva)), Lied, op. 14. Berlin, 1893.
- Haschisch. Oper in einem Aufzug. Musik von Siegfried Berger (Pseudonym von Oskar von Chelius). Dichtung von Axel Delmar. Uraufführung 17. Februar 1897 unter Ernst von Schuch in Dresden (Hofoper)
- Drei Gedichte für eine Singstimme mit Pianoforte. (No. 1. Die Äuglein: „Nun bin ich gekommen“. No. 2. Zu später Stunde: „Mein Sinn ist trunken“. No. 3. Die Bachstelze: „Die kleine flinke Müllerin“.), op. 16. Berlin, 1898.
- Die vernarrte Prinzeß (1904). Ein Fabelspiel in drei Aufzügen (Oper). Libretto: Otto Julius Bierbaum. Uraufführung 15. Januar 1905 in Schwerin, zweite Aufführungsserie im Mai 1905 in Wiesbaden.
- Bühnenmusik zu Heinrich von Kleist's "Prinz Friedrich von Homburg". Berlin, 1907.
- Requiem (Seele, vergiß sie nicht); Gedicht von Friedrich Hebbel für gemischten Chor und Orchester. Berlin, 1909.
- Andante für Violoncello und Klavier, op.23. Berlin, 1910.
- Schottische Sage. Ballade von Feodora, Prinzessin zu Schleswig Holstein, für eine Singstimme mit Begleitung des Pianoforte. Mainz, 1911.
- Drei Gedichte von Feodora, Prinzessin zu Schleswig Holstein, für eine Singstimme mit Begleitung des Pianoforte. No. 1. Einsam ... No. 2. Ein Märchen. No. 3. Wunderstrasse. Mainz 1911.
- Der 121. Psalm ("Ich hebe meine Augen auf zu den Bergen"); für gemischten Chor, Soli, Orgel und Orchester. Berlin, 1912.
- Drei Gedichte für eine Singstimme mit Pianoforte. (No. 1. Der Rose Sprache: „Stumm ist der roten Rose Sprache“. No. 2. „Wir sind allein, in deine Hände“. No. 3. Mondschein: „Im Schlafe liegt mein Schätzchen klein“.). Berlin, 1913.
- Bühnenmusik zu Paul Claudel’s "Verkündigung". UA: Hellerau, 1913.
- Vier Gedichte für eine Singstimme mit Pianoforte. (No. 1. Mein Grab: „Ich hab' ein Grab gegraben“. No. 2. Schlaflos: „Aus Träumen und Ängsten bin ich erwacht“. No. 3. Frage und Antwort: „Fragst du mich, woher die bange Liebe“. No. 4. „Schlafen, schlafen, nichts als schlafen“), op. 24. Berlin, 1915.
- Bühnenmusik zu Johann Wolfgang von Goethe’s "Clavigo". Berlin, 1918.
- Heimkehr ("Er kehrte nicht heim" (Rainer Maria Rilke)), Lied für eine Singstimme und Pianoforte, op. 25.
- Drei Gedichte für eine Singstimme mit Pianoforte. (No. 1. Der dunkle Flecken: „Mein Lieb, du weisse Taube“. No. 2. „Zwei Wandrer gingen den Weg entlang“. No. 3. Dein Alles: „Ich möchte deine Blume sein“.), op. 26. Leipzig, 1920.
- Magda Maria (1920). Oper in 3 Aufzügen. Libretto: Max Treutler, op. 27. Uraufführung 1920 Dessau.
- Und Pippa tanzt! (1922; op. 28). Symphonische Dichtung (nach dem gleichnamigen Stück von Gerhart Hauptmann)

Source: